# Olympische Winterspiele 1980/Teilnehmer (BR Deutschland)
| Gelbes Symbol für Goldmedaillen mit stilisierten Olympischen Ringen | Graues Symbol für Silbermedaillen mit stilisierten Olympischen Ringen | Braundes Symbol für Bronzemedaillen mit stilisierten Olympischen Ringen |
| ------------------------------------------------------------------- | --------------------------------------------------------------------- | ----------------------------------------------------------------------- |
| —                                                                   | 2                                                                     | 3                                                                       |

Die Bundesrepublik Deutschland nahm an den Olympischen Winterspielen 1980 in Lake Placid mit einer Delegation von 80 Athleten (61 Männer, 19 Frauen) teil und belegte den zwölften Platz in der Medaillenwertung.

## Flaggenträger
Der Nordische Kombinierer Urban Hettich trug die Flagge der Bundesrepublik Deutschland während der Eröffnungsfeier.
- Siehe auch: Liste der Fahnenträger der deutschen Mannschaften bei Olympischen Spielen

## Medaillen

### Medaillenspiegel
| Rang   | Sportart     | Gold | Silber | Bronze | Gesamt |
| ------ | ------------ | ---- | ------ | ------ | ------ |
| 1      | Ski Alpin    | —    | 2      | —      | 2      |
| 2      | Biathlon     | —    | —      | 1      | 1      |
| 2      | Eiskunstlauf | —    | —      | 1      | 1      |
| 2      | Rennrodeln   | —    | —      | 1      | 1      |
| Gesamt | Gesamt       | 0    | 2      | 3      | 5      |

### Medaillengewinner
| Name/n                                                  | Sportart     | Wettkampf          |
| ------------------------------------------------------- | ------------ | ------------------ |
| Silber                                                  |              |                    |
| Irene Epple                                             | Ski Alpin    | Riesenslalom       |
| Christa Kinshofer                                       | Ski Alpin    | Slalom             |
| Bronze                                                  |              |                    |
| Peter Angerer Franz Bernreiter Hans Estner Gerd Winkler | Biathlon     | 4 × 7,5 km Staffel |
| Dagmar Lurz                                             | Eiskunstlauf |                    |
| Anton Winkler                                           | Rennrodeln   | Einsitzer          |

## Teilnehmer nach Sportarten

### Biathlon
| Athleten                                                | Wettbewerbe        | Zeit         | Fehler                                 | Rang   |
| ------------------------------------------------------- | ------------------ | ------------ | -------------------------------------- | ------ |
| Männer                                                  |                    |              |                                        |        |
| Peter Angerer                                           | 10 km Sprint       | 34:13,43 min | 4 (2+2)                                | 8      |
| Peter Angerer                                           | 20 km Einzel       | 1:16:07,60 h | 8 (3+2+1+2)                            | 27     |
| Fritz Fischer                                           | 10 km Sprint       | 36:29,87 min | 4 (2+2)                                | 27     |
| Alois Kanamüller                                        | 20 km Einzel       | 1:17:34,80 h | 6 (2+3+0+1)                            | 29     |
| Gerd Winkler                                            | 10 km Sprint       | 34:24,16 min | 1 (1+0)                                | 10     |
| Gerd Winkler                                            | 20 km Einzel       | 1:17:48,57 h | 7 (3+0+2+2)                            | 30     |
| Peter Angerer Franz Bernreiter Hans Estner Gerd Winkler | 4 × 7,5 km Staffel | 1:37:30,26 h | 2 Strafrunden, 15 Nachlader (0+4+2+11) | Bronze |

### Bob
| Athleten                                                       | Wettbewerb | Lauf 1      | Lauf 1 | Lauf 2      | Lauf 2 | Lauf 3      | Lauf 3 | Lauf 4      | Lauf 4 | Gesamt      | Gesamt |
| Athleten                                                       | Wettbewerb | Zeit        | Rang   | Zeit        | Rang   | Zeit        | Rang   | Zeit        | Rang   | Zeit        | Rang   |
| -------------------------------------------------------------- | ---------- | ----------- | ------ | ----------- | ------ | ----------- | ------ | ----------- | ------ | ----------- | ------ |
| Männer                                                         |            |             |        |             |        |             |        |             |        |             |        |
| Peter Hell Heinz Busche                                        | Zweierbob  | 1:03,87 min | 12     | 1:03,63 min | 7      | 1:02,91 min | 4      | 1:03,33 min | 7      | 4:13,74 min | 8      |
| Georg Großmann Alexander Wernsdorfer                           | Zweierbob  | 1:03,50 min | 7      | 1:04,93 min | 20     | 1:03,85 min | 13     | 1:03,85 min | 10     | 4:16,13 min | 12     |
| Peter Hell Hans Wagner Heinz Busche Walter Barfuß              | Viererbob  | 1:01,14 min | 8      | 1:01,22 min | 8      | 1:00,57 min | 8      | 1:01,47 min | 11     | 4:04,40 min | 7      |
| Alois Schnorbus Lothar Pongratz Jürgen Hofmann Martin Meinberg | Viererbob  | 1:01,54 min | 14     | 1:01,47 min | 11     | 1:00,93 min | 10     | 1:01,21 min | 8      | 4:05,15 min | 10     |

### Eishockey
| Wettbewerb  | Männer |
| ----------- | --- |
| Spieler     | Klaus Auhuber Uli Egen Bernhard Englbrecht Hermann Hinterstocker Martin Hinterstocker Ernst Höfner Udo Kießling Horst-Peter Kretschmer Harald Krüll Marcus Kuhl Holger Meitinger Rainer Philipp Joachim Reil Franz Reindl Peter Scharf Sigmund Suttner Gerd Truntschka Vladimír Vacátko Martin Wild Hans Zach |
| Trainer     | Hans Rampf |
| Vorrunde    | Rumänien 4:6 (1:1, 2:3, 3:0) Norwegen 10:4 (5:2, 3:1, 2:1) Schweden 2:5 (0:1, 1:4, 1:2) Tschechoslowakei 3:11 (1:5, 0:5, 2:1) Vereinigte Staaten 2:4 (2:0, 0:2, 0:2) |
| Finalrunde  | ausgeschieden |
| Platzierung | 9 |

### Eiskunstlauf
| Athleten                            | Wettbewerbe | Pflichtprogramm/-tanz | Kurzprogramm | Kür/Kürtanz | Gesamt | Gesamt |
| Athleten                            | Wettbewerbe | Rang                  | Rang         | Rang        | Punkte | Rang   |
| ----------------------------------- | ----------- | --------------------- | ------------ | ----------- | ------ | ------ |
| Frauen                              |             |                       |              |             |        |        |
| Dagmar Lurz                         | Einzel      | 2                     | 5            | 6           | 183,04 | Bronze |
| Karin Riediger                      | Einzel      | 15                    | 13           | 11          | 166,32 | 13     |
| Tina Riegel                         | Einzel      | 17                    | 19           | 18          | 149,50 | 18     |
| Männer                              |             |                       |              |             |        |        |
| Rudi Cerne                          | Einzel      | 15                    | 13           | 11          | 159,30 | 13     |
| Mixed                               |             |                       |              |             |        |        |
| Henriette Fröschl Christian Steiner | Eistanz     | 10                    | –            | 10          | 178,38 | 7      |
| Tina Riegel Andreas Nischwitz       | Paarlauf    | –                     | 8            | 8           | 131,70 | 16     |

### Eisschnelllauf
| Athleten        | Wettbewerbe | Zeit        | Rang |
| --------------- | ----------- | ----------- | ---- |
| Frauen          |             |             |      |
| Brigitte Flierl | 500 m       | 45,28 s     | 28   |
| Brigitte Flierl | 1000 m      | 1:33,61 min | 33   |
| Monika Pflug    | 500 m       | 44,59 s     | 25   |
| Monika Pflug    | 1000 m      | 1:30,13 min | 21   |
| Sigrid Smuda    | 500 m       | 44,11 s     | 17   |
| Sigrid Smuda    | 1000 m      | 1:30,29 min | 23   |
| Sigrid Smuda    | 1500 m      | 2:18,86 min | 22   |
| Sigrid Smuda    | 3000 m      | 4:53,55 min | 19   |
| Männer          |             |             |      |
| Herbert Schwarz | 1000 m      | 1:44,23 min | 39   |
| Herbert Schwarz | 1500 m      | 1:59,58 min | 12   |

### Nordische Kombination
| Athleten         | Wettbewerb           | Skispringen | Skispringen | Skispringen | Skispringen | Langlauf    | Langlauf | Langlauf | Gesamt  | Gesamt |
| Athleten         | Wettbewerb           | 1. Weite    | 2. Weite    | Punkte      | Rang        | Zeit        | Punkte   | Rang     | Punkte  | Rang   |
| ---------------- | -------------------- | ----------- | ----------- | ----------- | ----------- | ----------- | -------- | -------- | ------- | ------ |
| Männer           |                      |             |             |             |             |             |          |          |         |        |
| Günther Abel     | Einzel Normalschanze | 72,5 m      | 78,5 m      | 184,9       | 18          | 50:53,7 min | 191,620  | 22       | 376,520 | 20     |
| Urban Hettich    | Einzel Normalschanze | 75,0 m      | 71,5 m      | 174,2       | 23          | 48:09,0 min | 216,325  | 4        | 390,525 | 14     |
| Hubert Schwarz   | Einzel Normalschanze | 81,0 m      | 84,5 m      | 219,6       | 3           | 51:54,2 min | 182,545  | 23       | 402,145 | 9      |
| Hermann Weinbuch | Einzel Normalschanze | 73,5 m      | 75,0 m      | 187,8       | 17          | 50:14,9 min | 197,440  | 17       | 385,240 | 16     |

### Rennrodeln
| Athlet                          | Wettbewerb   | Lauf 1   | Lauf 1 | Lauf 2   | Lauf 2 | Lauf 3   | Lauf 3 | Lauf 4   | Lauf 4 | Gesamt       | Gesamt |
| Athlet                          | Wettbewerb   | Zeit     | Rang   | Zeit     | Rang   | Zeit     | Rang   | Zeit     | Rang   | Zeit         | Rang   |
| ------------------------------- | ------------ | -------- | ------ | -------- | ------ | -------- | ------ | -------- | ------ | ------------ | ------ |
| Frauen                          |              |          |        |          |        |          |        |          |        |              |        |
| Elisabeth Demleitner            | Einsitzer    | 39,568 s | 6      | 39,460 s | 2      | 39,466 s | 3      | 39,424 s | 5      | 2:37,918 min | 4      |
| Andrea Fendt                    | Einsitzer    | 40,234 s | 14     | 40,458 s | 13     | 40,215 s | 12     | 40,848 s | 14     | 2:43,391 min | 12     |
| Männer                          |              |          |        |          |        |          |        |          |        |              |        |
| Gerhard Böhmer                  | Einsitzer    | 44,010 s | 8      | 44,741 s | 9      | 44,305 s | 5      | 44,584 s | 9      | 2:57,769 min | 7      |
| Anton Wembacher                 | Einsitzer    | 44,308 s | 13     | 44,549 s | 7      | 44,835 s | 9      | 44,320 s | 6      | 2:58,012 min | 8      |
| Anton Winkler                   | Einsitzer    | 43,885 s | 7      | 44,045 s | 5      | 44,310 s | 6      | 44,305 s | 4      | 2:56,545 min | Bronze |
| Anton Winkler Anton Wembacher   | Doppelsitzer | 39,916 s | 6      | 40,096 s | 5      | –        | –      | –        | –      | 1:20,012 min | 6      |
| Hans Brandner Balthasar Schwarm | Doppelsitzer | 39,814 s | 4      | 40,249 s | 7      | –        | –      | –        | –      | 1:20,063 min | 7      |

### Ski Alpin
| Athleten                   | Wettbewerb   | Lauf 1      | Lauf 1 | Lauf 2      | Lauf 2 | Gesamt      | Gesamt |
| Athleten                   | Wettbewerb   | Zeit        | Rang   | Zeit        | Rang   | Zeit        | Rang   |
| -------------------------- | ------------ | ----------- | ------ | ----------- | ------ | ----------- | ------ |
| Frauen                     |              |             |        |             |        |             |        |
| Monika Bader               | Abfahrt      | –           | –      | –           | –      | 1:41,96 min | 21     |
| Pamela Behr                | Slalom       | DNF         | DNF    | DNF         | DNF    | DNF         | DNF    |
| Irene Epple                | Abfahrt      | –           | –      | –           | –      | 1:41,68 min | 19     |
| Irene Epple                | Riesenslalom | 1:14,75 min | 2      | 1:27,37 min | 4      | 2:42,12 min | Silber |
| Irene Epple                | Slalom       | 45,14 s     | 15     | DNF         | DNF    | DNF         | DNF    |
| Maria Epple                | Riesenslalom | 1:16,20 min | 8      | 1:29,36 min | 11     | 2:45,56 min | 8      |
| Christa Kinshofer-Güthlein | Riesenslalom | 1:15,19 min | 3      | 1:27,44 min | 5      | 2:42,63 min | 5      |
| Christa Kinshofer-Güthlein | Slalom       | 42,74 s     | 2      | 43,76 s     | 2      | 1:26,50 min | Silber |
| Evi Mittermaier            | Abfahrt      | –           | –      | –           | –      | 1:41,26 min | 17     |
| Regine Mösenlechner        | Riesenslalom | 1:17,70 min | 16     | DNF         | DNF    | DNF         | DNF    |
| Regine Mösenlechner        | Slalom       | DNF         | DNF    | DNF         | DNF    | DNF         | DNF    |
| Marianne Zechmeister       | Abfahrt      | –           | –      | –           | –      | 1:39,96 min | 9      |
| Männer                     |              |             |        |             |        |             |        |
| Albert Burger              | Riesenslalom | 1:22,59 min | 24     | 1:23,53 min | 19     | 2:46,12 min | 20     |
| Albert Burger              | Slalom       | 56,98 s     | 24     | DSQ         | DSQ    | DSQ         | DSQ    |
| Sepp Ferstl                | Riesenslalom | 1:25,86 min | 39     | 1:27,17 min | 34     | 2:53,03 min | 34     |
| Sepp Ferstl                | Slalom       | 1:01,77 min | 30     | 57,53 s     | 25     | 1:59,30 min | 25     |
| Christian Neureuther       | Slalom       | 54,37 s     | 5      | 50,77 s     | 3      | 1:45,14 min | 5      |
| Michael Veith              | Abfahrt      | –           | –      | –           | –      | 1:50,00 min | 23     |
| Frank Wörndl               | Riesenslalom | 1:21,70 min | 13     | 1:23,88 min | 22     | 2:45,58 min | 17     |
| Frank Wörndl               | Slalom       | 55,30 s     | 13     | 51,89 s     | 10     | 1:47,19 min | 10     |

### Skilanglauf
| Athleten                                              | Wettbewerbe       | Zeit         | Rang |
| ----------------------------------------------------- | ----------------- | ------------ | ---- |
| Frauen                                                |                   |              |      |
| Karin Jäger                                           | 5 km              | 16:38,47 min | 32   |
| Karin Jäger                                           | 10 km             | 33:01,76 min | 26   |
| Susi Riermeier                                        | 5 km              | 16:31,07 min | 31   |
| Susi Riermeier                                        | 10 km             | 32:37,57 min | 21   |
| Männer                                                |                   |              |      |
| Jochen Behle                                          | 15 km             | 43:16,05 min | 12   |
| Wolfgang Müller                                       | 15 km             | 44:02,54 min | 21   |
| Wolfgang Müller                                       | 30 km             | 1:35:37,46 h | 37   |
| Dieter Notz                                           | 15 km             | 44:54,11 min | 36   |
| Dieter Notz                                           | 30 km             | 1:31:58,27 h | 22   |
| Dieter Notz                                           | 50 km             | 2:37:47,41 h | 22   |
| Josef Schneider                                       | 30 km             | 1:34:05,33 h | 31   |
| Josef Schneider                                       | 50 km             | 2:40:49,68 h | 29   |
| Franz Schöbel                                         | 50 km             | 2:40:25,96 h | 28   |
| Peter Zipfel                                          | 15 km             | 44:38,23 min | 26   |
| Peter Zipfel                                          | 30 km             | 1:36:06,95 h | 40   |
| Peter Zipfel                                          | 50 km             | 2:37:09,74 h | 21   |
| Peter Zipfel Wolfgang Müller Dieter Notz Jochen Behle | 4 × 10 km Staffel | 2:00:22,74 h | 4    |

### Skispringen
| Athleten         | Wettbewerb    | 1. Durchgang | 1. Durchgang | 1. Durchgang | 2. Durchgang | 2. Durchgang | 2. Durchgang | Gesamt | Gesamt |
| Athleten         | Wettbewerb    | Weite        | Punkte       | Rang         | Weite        | Punkte       | Rang         | Punkte | Rang   |
| ---------------- | ------------- | ------------ | ------------ | ------------ | ------------ | ------------ | ------------ | ------ | ------ |
| Männer           |               |              |              |              |              |              |              |        |        |
| Peter Leitner    | Normalschanze | 81,0 m       | 114,3        | 18           | 77,5 m       | 108,7        | 21           | 223,0  | 19     |
| Peter Leitner    | Großschanze   | 106,0 m      | 116,6        | 14           | 98,0 m       | 104,9        | 21           | 221,5  | 18     |
| Hubert Schwarz   | Normalschanze | 80,0 m       | 113,2        | 21           | 72,0 m       | 95,9         | 35           | 209,1  | 25     |
| Hubert Schwarz   | Großschanze   | 104,5 m      | 115,5        | 16           | 78,0 m       | 66,4         | 49           | 181,9  | 41     |
| Hermann Weinbuch | Großschanze   | 85,0 m       | 83,2         | 47           | 80,0 m       | 72,2         | 47           | 155,4  | 48     |